# Filosofia africana lusófona
A filosofia africana lusófona é uma ramificação do campo de produção filosófica denominado filosofia africana que se distingue por sua expressão em língua portuguesa. A filosofia africana tem sido ponto de debates e controvérsias que remontam à sua emergência na década de 1940 e 50, animada por uma produção explosiva de obras estrangeiras e africanas, principalmente de expressão francófona e anglófona, e da África subsariana, que buscaram qualificar esse corpo distinto de pensamento filosófico e seu antagonismo crítico com a denominada filosofia ocidental. Esse campo de questionamento não se limitou à comunidade filosófica académica, mas perpassou também a antropologia, a política, a geografia, a literatura e outras formas artísticas. O campo da filosofia africana passou logo à se diferenciar informalmente em linhas linguísticas, em consequência da própria facilidade de circulação desses filósofos dentro do meio intelectual de certa língua, e pelo legado comum do colonialismo entre os países de certa expressão. A filosofia africana de expressão portuguesa, entretanto, teve uma contribuição pouco notável, ou atrasada, na construção do campo e seus clássicos, principalmente os países afro-lusófonos, como a Angola, Moçambique, Cabo Verde, Guiné Bissau, Guiné Equatorial e São Tomé e Príncipe, sendo frequentemente excluidos e minimizados em antologias do assunto.
Apesar das dificuldades em seu surgimento, em meio às lutas pela descolonização e guerras civis destrutivas, as contribuições e especificidades da filosofia africana lusófona tem sido reconhecidas como merecedoras de atenção profunda e dedicada. Essas filosofias se apropriam dos conceitos, problemas e pontos de atenção comuns ao pensamento africano contemporâneo, reinterpretando-os e desenvolvendo-os em direções próprias, tendo como influência enfatizada o legado sócio-cultural compartilhado pela maioria desses países de expressão portuguesa.

## História geral

### Filosofia pré-colonial
Ainda são poucos os estudos que exploram as raízes e elaborações pré-coloniais e indígenas do pensamento filosófico afro-lusófono. Alguns autores apontam o trabalho antropológico de missionários portugueses Católicos, como Carlos Estermann e José Martins Vaz, na transcrição de ensinamentos tradicionais, enquanto contribuição importante para a reconstrução da história do pensamento africano. Não obstante, alguns autores apontam a necessidade de uma leitura crítica dessas obras dado a motivação missionária.
Coleções e análises de provérbios e histórias do povo Sena foram publicadas. Como Mphyanga? Contos Sena: lideranças, desenvovimento participativo e empoderamento das mulheres e Nzerumbawiri: Provérbios Sena: dinamizar o desenvolvimento comunitário valorizando a literatura oral, por Josef Pampalk.

### Contexto socio-político
O enraizamento do dominio colonial português para além da costa africana ocorreu, na maior parte, a partir da década de 1870, causando uma disrupção nas culturas e coletividades existentes nesses territórios, que iam desde sociedade Islâmicas (como é o caso em partes do que hoje é Moçambique e Guiné-Bissau, como os Fulas) à variadas formações sociais nômades ou agriculturais (como os Balantas). Esses diversos contextos culturais e sociais tem em comum a experiência do colonialismo português, marcado, entre outras coisas, pela falta quase total de investimentos na educação e na criação de instituições. Apenas uma única universidade foi fundada nesses territórios antes da independência, a Universidade Eduardo Mondlane, anteriormente denominada Universidade de Lourenço Marques. Por conta disso, o ensino da filosofia e a difusão de correntes filosóficas foi minimizado no contexto afro-lusófono colonial, ocorrendo, quando muito, enquanto vocabulário auxiliar ao ensino da religião e da teologia. À essa desvalorização se soma à falta de desenvolvimento de instituições académicas modernas, à falta de publicações no género filosófico, e o pouco envolvimento da crítica filosófica com os movimentos políticos e sociais. Daí decorre a fragilidade do saber filosófico nos Estados herdeiros do colonialismo português.
A experiência comum dos países afro-lusófonos, marcada pelos movimentos anti-coloniais, pelas guerras prolongadas de libertação nacional, e a conquista relativamente tardia da independência, ocorrendo apenas após a Revolução dos Cravos, em 1974. Moçambique e Angola testemunharam o início de guerras civis duradouras logo após a independência, como também transições políticas abruptas entre o Socialismo estatal e o neoliberalismo.

### Surgimento
O surgimento da filosofia africana de expressão portuguesa se dá entre círculos de alunos africanos em Lisboa no fim da década de 1940 e início de 1950.
 Com uma experiência similar à outros grupos estudantes africanos enviados para as instituições das metrópoles com intensão de prepará-los para carreiras na administração colonial, como por exemplo o movimento Negritude, esses jovem passaram por processos de conscientização política diante marginalização racial que sofreram nas capitais apesar de seus esforços na absorção da cultura e dos modos portugueses. Logo formaram organizações estudantis dedicadas à combater a ideologia imperial do Lusotropicalismo e o sistema colonial de exploração.

#### Amílcar Cabral
Entre eles estava Amílcar Lopes Cabral, cuja obra tem sido a mais reconhecidas dentro do conjunto de autores e teóricos do movimento anti-colonial lusófono. Apesar de seu foco enquanto lider político, as publicações de Amílcar Cabral são consideradas contribuições importantes para a filosofia política Africana. Amílcar Cabral foi incluído no livro A Companion to the Philosophers (Um compêndio dos filósofos), da editora Wiley-Blackwell, sob autoria de Olúfémi Táíwò, que declarou que Cabral:
...nos legou um corpo de escritos contendo suas reflexões em questões como a natureza e curso da transformação social, da natureza humana, história, violência, opressão e liberação
Amílcar Cabral insistia frequentemente no entrelaçamento da teoria e prática e na necessidade de fundamentar teoricamente a ação, como no seu texto exemplar A Arma da Teoria. Cabral criticava a ausência ou displicência no desenvolvimento teórico dos movimentos anti-coloniais, afirmando a importância de conhecer a realidade local dos contextos revolucionários, para melhorar julgar as inspirações teóricas estrangeiras. Ele valorizava o conhecimento detalhado da história de cada região em seu aspecto cultural, social e econômico. Defendia o socialismo como caminho da emancipação humana, enquanto que recusava ser identificado como Marxista.
A implementação das ideias sociais marxistas não era seu fim primário. O sistema político que Cabral favorecia era a democracia direta ou 'democracia cooperativa' através de encontros regionais descentralizados, com conselhos de vilas como base da sociedade. Seu fim princípal era satisfazer as necessidades básicas da população, assegurar sua autonomia, e criar um processo descentralizado de tomada de decisão enraizada na democracia.
A valorização da autonomia e descentralização contrastava, porém, com sua ênfase na necessidade de liderança partidária.

### Contemporaneamente
A filosofia afro-lusófona contemporânea tende principalmente à filosofia política, orientada pelo engajamento com seu contexto político, histórico, econômico e linguístico - dedica-se à questões como o legado teórico e ético dos movimentos de libertação; a concepção de liberdade, e de modernidade; ao desafio e identidade da filosofia atual; às relações entre filosofia e educação.

#### Severino Elias Ngoenha
Severino Elias Ngoenha é um dos filósofos afro-lusófonos mais reconhecidos e influentes da atualidade. Ele cumpriu um papel importante na consolidação institucional e pública da filosofia africana em Moçambique, e é amplamente reconhecido como o iniciador da filosofia Moçambicana. Seus trabalhos incluem - uma análise crítica do discurso sobre a filosofia na África; a crítica da sociedade moçambicana contemporânea; contribuições à questões educacionais, ecológicas e da justiça; e contribuições ao debate do conceito Sul Africano de ubunto.

## Lista de filósofos africanos lusófonos
- Severino Elias Ngoenha
- José P. Castiano
- Teresa Mambu
- Stela Muianga
- Arminda Filipe
- José Ukwatchali
- Muanamosi Matumona
- José Manuel Imbamba
- André Lukamba
- Filipe Cahungo
- Filomeno Lopes
- Ezio Bono
- Amílcar Lopes Cabral
- Eduardo Chivambo Mondlane
- Ergimino Mucale
- Brazão Mazula
- Alfredo Manhiça
- Cipriano Gonçalves
- Rufino Adriano
- Miguel Buendia
- Miguel Moto
- José Blaunde